# Титански арум
Титански арум (лат. Amorphophallus titanum) је цветница из породице козлаца (Araceae). Има велику неразгранату цваст, један велики лист разгранат попут дрвета и тежак подземни гомољ који омогућава биљци да произведе цваст. Ендемска је врста кишних шума на индонежанском острву Суматра.
Пошто цвета ретко и само на кратко време, испушта снажан мирис трулог меса како би привукла опрашиваче. Због тога се карактерише као цвет стрвинар, што јој је донело називе цвет леш или биљка леш.
Титански арум је први пут процветао у култивацији у Краљевској ботаничкој башти Кју у Лондону 1889. године. Од тада је цветао у многим ботаничким баштама широм света. И даље га је тешко узгајати аматерима, иако је 2011. године процветао у једној средњој школи у Калифорнији. Цветање може привући хиљаде посетилаца, а у 21. веку и хиљаде пратилаца на интернет преносима уживо.

## Етимологија
Научни назив A. titanum потиче од старогрчких речи ἄμορφος (amorphos, "без облика, деформисан") + φαλλός (phallos, "фалус"), и Τιτάν (Titan, "титан, џин"). Уобичајени назив "цвет леш" је превод индонежанског имена bunga bangkai са истим значењем.

## Животни циклус

### Лист
Из семена израста један лист, величине и облика малог дрвета. Лист расте на шареној зелено-белој петељци која се на врху грана у три дела, од којих сваки садржи много листића. Лист може достићи висину до 4,7 м. Петељка која носи лист може бити "дебела као људско бедро". Храна у облику шећера из листа акумулира се (као скроб) у подземном гомољу. Након периода од око годину дана, стари лист одумире, а нови израста из гомоља.

### Гомољ
Када лист одумре, гомољ постаје дормантан око четири месеца. Затим биљка производи нови лист и понавља циклус снабдевања гомоља храном. Ово може трајати до око седам година. Гомољ је највећи међу свим познатим цветницама; може тежити више од 90 кг.

### Цваст
Након неколико година, када је гомољ довољно велик, биљка развија цваст уместо листа. Ово може трајати десет година од семена; наредна цветања могу бити чешћа, обично у интервалима од три до седам година. Цваст може достићи висину преко 3 м. Цваст се састоји од високог мирисног спадикса (клипа) цветова обавијеног спатом (приперком), облика попут наопако окренутог звона. Спата је тамнозелена са крем обојеним тачкама споља, а тамноцрвена или бордо изнутра. Њене стране су ребрасте, стварајући наборану ивицу. Близу дна спадикса, скривени од погледа унутар омотача спате, спадикс носи два прстена малих цветова. Горњи прстен носи између 450 и 5.000 малих крем обојених мушких цветова; доњи прстен се састоји од ружичастих карпела женских цветова. Непосредно пре цветања, два листолика приперка на бази спате се осуше и одумру. Женски цветови се отварају пре мушких како би се спречило самооплођење. Цветови трају 24 до 36 сати.

### Опрашивање инсектима стрвинарима
Како се спата постепено отвара, спадикс се загрева до 37 °C и ритмички ослобађа снажан мирис како би привукао инсекте стрвинаре који се хране или полажу јаја у трулом месу. Јачина мириса постепено се повећава од касне вечери до поноћи, када су буба стрвинари и муве месаре активни као опрашивачи, а затим се смањује према јутру. Анализе хемикалија које ослобађа спадикс показују да смрад укључује диметил трисулфид (попут лимбуршког сира), диметил дисулфид (бели лук), триметиламин (трула риба), изовалеринску киселину (знојаве чарапе), бензил алкохол (слатки цветни мирис), фенол (попут антисептика) и индол (попут фекалија). Мирис се може осетити на удаљености до 800 метара. Тамноцрвена боја и текстура цвасти доприносе илузији да је спата комад меса. Током цветања, врх спадикса је приближно температуре људског тела, што помаже испаравању мириса. Загрејани спадикс ствара микро-конвекцију у хладном амбијенталном ваздуху, побољшавајући транспорт мириса. Топлота помаже да се инсекти који се хране стрвином увере да је присутно мртво тело, привлачећи их цвасти.

### Плодови и семена
Карпеле опрашених женских цветова сазревају у плодове. Спата и горњи део спадикса увену, остављајући кратак клип са колоном јаркоцрвених плодова. Они привлаче носороге (врсту птица) који једу плодове и разносе семе по кишној шуми. Клип одумире након око девет месеци, а гомољ постаје дормантан око годину дана. Затим може произвести нови лист и поново покренути циклус.

## Таксономија и распрострањеност
Amorphophallus titanum је први пут научно описао италијански ботаничар Одоардо Бекари 1878. године. Бекари је открио биљку 6. августа 1878. у кишној шуми у брдима изнад Приамана, западна Суматра, и донео осушену цваст, гомоље и семена назад у Европу. Први примерак листа прикупљен је у Аир Манкуру, западно од Паданг Панјанга. 
Бекари је првобитно именовао врсту као Conophallus titanum 1878. године, у писму које је објављено анонимно у његово име под насловом "Il Conophallus titanum—Beccari". Године 1879, Ђовани Арканђели објавио је потпуни опис врсте и преместио је у род Amorphophallus. Биљке у овом роду имају једну локулу унутар јајника и налазе се широм тропске Африке, Индије, Југоисточне Азије, Јапана, Индонезије, Папуе Нове Гвинеје и Аустралије.
Врста је ендемска за западну Суматру, где расте на отвореним просторима у кишним шумама на кречњачким брдима. Њен ареал се смањује са климатским променама и губитком станишта. Постоје популациона жаришта у јужним провинцијама Ачех и Суматера Утара.

## Култивација
Титански арум је први пут процветао у култивацији у Краљевској ботаничкој башти Кју у Лондону 1889. године, узгајан из јединог садног материјала који је Кју добио од Бекарија. Прва документована цветања у Сједињеним Државама била су у Њујоршкој ботаничкој башти 1937. и 1939. године. Ова цветања могу привући хиљаде посетилаца, а у 21. веку и хиљаде пратилаца на интернет преносима уживо, што је инспирисало проглашење титанског арума за званични цвет Бронкса 1939. године (замењен 2000. године дневним љиљаном). У Ботаничкој башти у Бону, титански арум се узгаја од 1932. године. Број култивисаних биљака се повећао јер су захтеви за узгој баштенских примерака детаљно познати, и постало је уобичајено у 21. веку да се годишње догоди пет или више цветања у баштама широм света. Због изазовних ограничења у култивацији, биљку ретко узгајају аматерски баштовани, али је 2011. године средња школа Роузвил у Калифорнији постала прва школа на свету која је довела титански арум до цветања.
Највећи гомољ до сада забележен је узгајан у Краљевској ботаничкој башти у Единбургу 2010. године; тежио је 153,9 кг након седам година раста од почетног гомоља величине наранџе. Највиша документована цваст била је у Ботаничкој башти Мејсе; 13. августа 2024. достигла је висину од 3,225 метара.
У култивацији, титанском аруму је обично потребно пет до десет година вегетативног раста пре првог цветања. Након првог цветања биљке, може постојати значајна варијација у учесталости цветања. Услови култивације су детаљно познати. Неке биљке можда неће поново цветати још седам до десет година, док друге могу цветати сваке две или три године. У ботаничким баштама у Бону, под оптималним условима култивације, биљке су цветале сваке друге године. Једна биљка је цветала сваке друге године (2012. до 2022.) у Копенхагенској ботаничкој башти. Документована су аномална цветања, укључујући узастопна цветања у року од годину дана, и гомољ који истовремено пушта и лист (или два) и цваст. Тројне цвасти забележене су у Бону, Немачка (из гомоља од 117 кг), и у Чикашкој ботаничкој башти у мају 2020. године. Титански аруми су цветали у три индонежанске ботаничке баште: Богор, Цибодас и Пурводади.
Самооплодња се некада сматрала немогућом, али су 1992. године ботаничари у Бону успешно ручно опрашили своју биљку сопственим поленом, користећи уситњене мушке цветове, што је резултирало плодовима и стотинама семена из којих су произведене и дистрибуиране бројне саднице. Титански арум на колеџу Густавус Адолфус у Минесоти произвео је одрживо семе кроз самооплодњу 2011. године.